# Carlo Ortelli Dotti
Carlo Ortelli Dotti (Rovenna, Lombardía, Reino de Italia 1811 - Barcelona, España  4 de enero de 1879) fue un fabricante de juguetes de plomo  y el 6.º vicepresidente de la Società Italiana di Mutuo Soccorso in Barcellona, nacido en Rovenna, una pequeña localidad en la región de Lombardía, Italia a pie del Lago de Como. Hijo de Giovanni Ortelli labrador natural de Rovenna y Margherita Dotti. Su vida cambió drásticamente en 1828, cuando emigró a Barcelona como refugiado, huyendo de la inestabilidad política y de la pobreza de la posguerra en el norte de Italia. Ortelli, como muchos otros inmigrantes europeos de su época, buscó asilo en España y encontró en Barcelona un nuevo hogar donde desarrollar su oficio.

## Emigración a Barcelona

### Comienzos
A su llegada a Barcelona en 1828, Carlo Ortelli Dotti su hermano Antonio Ortelli Dotti (1809-1867) y el grabador y estañero Salvatore Baccarini  (1808-?) traen moldes ya existentes a España. Carlo Ortelli establece un taller para figuras de estaño y plomo en la calle de la Fusteria #8 en donde trabaja con Salvatore como dibujante, grabador y fundidor.
Carlo comenzó a fabricar juguetes, especializándose en la producción de soldados de plomo. En este pequeño taller, ubicado en el corazón de la ciudad, perfeccionó su técnica de escultura y pintura, creando soldados detallados que recreaban uniformes de la época. Estas figuras, además de ser juguetes, se convirtieron en valiosas piezas de coleccionismo gracias a su alta calidad artística y su meticulosa pintura a mano.

## Taller y figuras Ortelli

### Los primeros soldaditos de plomo españoles
Carlo tuvo como grabador primero a Salvatore Baciarini entre 1828 y 1839 y después a Francisco y Juan Pera desde 1841 a 1847.

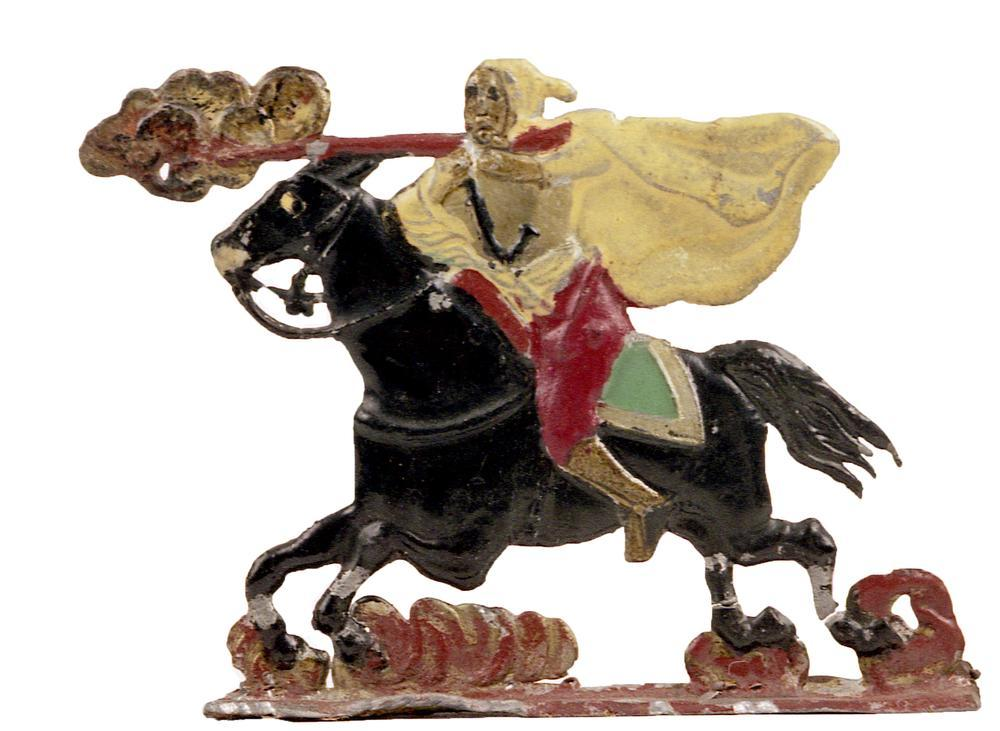
Soldadito Ortelli en el Museo del Ejército de Toledo

Ortelli produjo tanto figuras de tema militar como de temática civil y costumbrista. Las figuras son planas y sus tamaños pueden oscilar entre los 30 y los 60 mm. Las figuras se vendían decoradas por una o las dos caras o bien sin pintar las más económicas.El trompeta de esta foto tiene unos brazos desproporcionadamente largos.Esto se debe al intento de dar aspecto tridimensional a las figuras planas. Estas largas extremidades se doblaban hacia delante para dar esta impresión de tres dimensiones del espacio. El intento fracasó principalmente por la inestabilidad de estas figuras al alterarles el centro de gravedad.
Las figuras de Ortelli, que solían medir unos 7,5 cm, representaban a soldados de diversas épocas y nacionalidades, con detalles precisos de los uniformes y armamento. Estas pequeñas obras de arte estaban pensadas para representar escenas bélicas con una fidelidad que atrajo tanto a niños como a adultos interesados en la historia militar.  
El taller completo perdura, el propietario es el Museo Etnológico de Barcelona. La producción continuó hasta 1945.

## Vicepresidencia en la Società Italiana di Mutuo Soccorso in Barcellona

#### Contexto de la Sociedad
La Società Italiana di Mutuo Soccorso in Barcellona fue una organización fundada en el siglo XIX con el propósito de brindar asistencia y apoyo a los inmigrantes italianos en la ciudad. Su función era ofrecer ayuda médica, económica y social a los miembros de la comunidad en tiempos de necesidad.
Carlo Ortelli Dotti desempeñó el cargo de Vicepresidente de 1875-1880, un período en el que la sociedad jugaba un papel clave en la integración de los italianos en Barcelona. 

### Relaciones diplomáticas y comunitarias
Actuando como enlace entre la comunidad italiana, el consulado y las autoridades locales para facilitar la integración y defender los intereses de los italianos en Barcelona.
Apoyo a la expansión de la sociedad, contribuyendo al crecimiento de la organización mediante la afiliación de nuevos miembros y el establecimiento de nuevas iniciativas de beneficencia.
El trabajo de Carlo Ortelli Dotti como vicepresidente ayudó a consolidar la Società Italiana di Mutuo Soccorso como un pilar fundamental para la comunidad italiana en Barcelona. Su gestión fortaleció   la estructura de ayuda y preservado la cultura italiana en la ciudad.

## Vida personal y legado
Hijo del Labrador Giovanni Ortelli y de Margherita Dotti, ambos de Rovenna, fue bautizado en la iglesia de San Miguel de Rovenna en 1811 como Carlo Francesco Ortelli.
Emigró a Barcelona en 1828 a causa de la pobreza de las guerras napoleónicas que azotaron el norte de Italia. Zarpando desde Génova hasta llegar al puerto de Barcelona en el verano de 1828.
Carlo Ortelli se casó el 10 de junio de 1846 en Barcelona con María Ana Montañá Ayala (1820-1862), y juntos formaron una familia con cinco hijos. Vivían en la calle de la Llibreteria 9 en el barrio gótico. Esta estabilidad familiar le permitió consolidar su negocio en Barcelona, donde se integró en la vida social y comercial de la ciudad. Aunque no hay muchos detalles sobre su vida privada, se sabe que su taller se convirtió en un punto de referencia para los coleccionistas y amantes de los juguetes de calidad.
La obra de Ortelli no solo ha perdurado a través de las décadas como parte del mundo del coleccionismo, sino que también ha contribuido al legado cultural de los juguetes en España, especialmente en el ámbito del coleccionismo militar en miniatura. Sus piezas son hoy en día buscadas por coleccionistas de antigüedades y juguetes históricos debido a su valor artístico y su importancia como representaciones de una época.

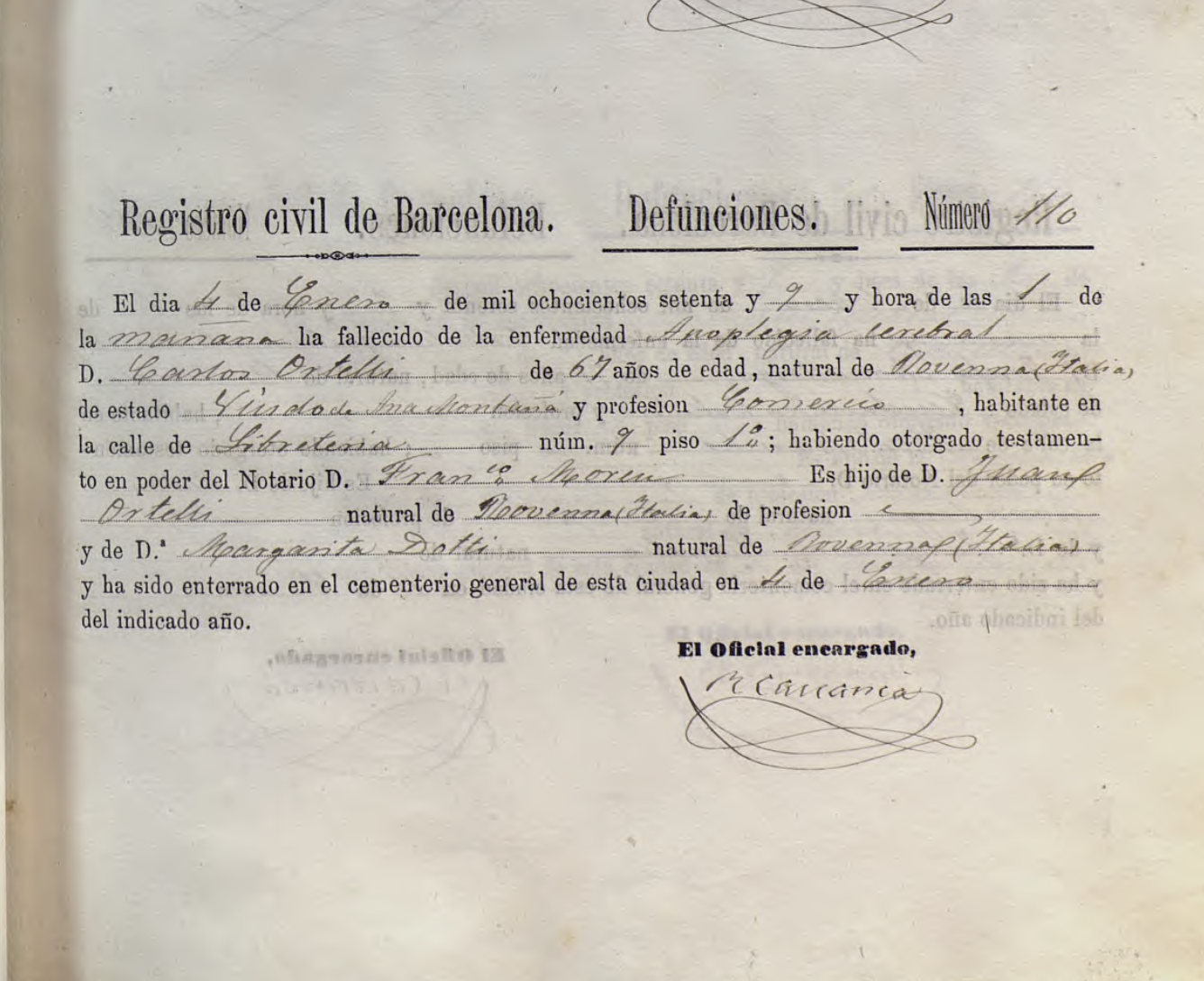
Certificado de defunción de Carlo Ortelli c.1879.

Su esposa María muere el 23 de marzo de 1862 a los 42 años de una "lesion orgánica del estomago" dejando a Carlo viudo con 5 hijos.
Carlo muere el 4 de enero de 1879 en Barcelona de una apoplejía cerebral como lo marca en su certificado de defunción. Fue enterrado el mismo día en el cementerio del Poblenou en el departamento 1, primera isla interior nicho 762 piso 2, aunque en 1988 fue trasladado a la osera general. Dejó a su hijo Juan Ortelli Giralt (1849-1917) a cargo de la empresa, quien la dirigió bajo el nombre de J.O.M., ganando varios premios en exposiciones. 